# 네추럴나인
네추럴나인은 제일모직 (현 삼성물산)과 YG엔터테인먼트가 51대 49로 합작 투자해 설립한 기업이었다.
2019년 1월 9일 해산하였다.